# 馬林 (德克薩斯州)
馬林（英語：Marlin）是一個位於美國德克薩斯州福爾斯縣的城市。根據2010年美國人口普查，該地共人口5967人，而該地的面積約為11.80平方千米。同時該地也是福爾斯縣的縣治。

## 地理
馬林的座標為31°18′29″N 96°53′35″W / 31.30806°N 96.89306°W，而該地的平均海拔高度為119米（即390英尺）。